# Yone Noguchi
Yone Noguchi,  (野口 米次郎?, Noguchi Yonejirō) (Tsushima, 8 dicembre 1875 – Tokyo, 13 giugno 1947), è stato un poeta, scrittore e saggista giapponese nonché professore universitario presso l'Università Keio.
Visse a lungo negli Stati Uniti e in Inghilterra. Ha scritto anche in lingua inglese, avvalendosi della collaborazione della moglie, Léonie Gilmour, per quello che in America è il suo romanzo più famoso, The American Diary of a Japanese Girl.
Anche se ricopre un ruolo minore, è un autore importante sia nella Letteratura americana sia in quella giapponese, in quanto il suo contributo è stato fondamentale per la conoscenza dell'una e dell'altra in entrambi i Paesi, come anche, più generalmente, per la conoscenza dell'Oriente in Occidente e viceversa. Lo hanno recentemente riscoperto grazie agli Studi asiatico-americani.

## Biografia

### Dal Giappone alla California
Nasce vicino Nagoya, nell'isola di Honshū, l'isola principale dell'arcipelago giapponese. Frequenta l'Università Keio, a Tokyo, che però lascia prima di laurearsi: parte infatti per San Francisco nel 1893, all'età di diciotto anni. Vorrebbe entrare a Stanford e, per prepararsi, lavora come giornalista. Per mantenersi, però, fa il domestico.
Entra in contatto con i membri del Freedom and People's Rights Movement, noto anche come "Liberty and Civil Right movement" o "Free Civil Right movement" a seconda della traduzione dal Giapponese che si adotta; questi sono democratici appassionati, costretti all'esilio, che, per tutta la durata degli anni Ottanta del XIX secolo, chiedono comunque dall'America riforme politiche e sociale al governo giapponese, tra le quali spicca la revisione dei cosiddetti "Trattati ineguali" tra Occidente e Oriente. Noguchi collabora alla stesura del loro giornale.
Rinuncia infine ad entrare a Stanford dopo una visita alla casa del poeta Joaquin Miller, sulle colline presso Oakland, durante la quale, pare, matura la decisione di diventare a sua volta un poeta; è lo stesso Miller ad incoraggiare i suoi primi tentativi, presentandolo ai suoi amici bohèmien. Tra questi c'è la poetessa Ina Coolbrith, poi insignita della laurea poetica dal governo californiano; c'è Edwin Markham, "laureato" a sua volta dal governo dell'Oregon; ci sono inoltre due note giornaliste, Adeline Knapp e Blanche Partington, c'è Charles Warren Stoddard, poeta, scrittore ed editore; e infine c'è Gelett Burgess, che cura la prima pubblicazione di Noguchi, dal titolo The Lark.

### Dalla California a New York
Si trasferisce quindi a New York. Qui pubblica The American Diary of a Japanese Girl e il seguito The American Letters of a Japanese Parlor-Maid.

### Da New York all'Inghilterra
Parte quindi per l'Europa, stabilendosi in Inghilterra. Qui pubblica la sua terza raccolta di poesie, dal titolo From the Eastern Sea, grazie alla quale raggiunge una certa notorietà. A Londra conosce e frequenta Yeats, Hardy, Pound, Aldington, Fletcher, Rossetti, Binyon, Laurence Housman, Symons e il giovane Arthur Ransome.

### Ritorno a New York
Forte del successo londinese, torna a New York nel 1903. Stringe amicizia con Stedman, Zona Gale e Mary MacLane, eppure trova con difficoltà un editore, come quando era agli inizi. Tuttavia, la Guerra russo-giapponese del 1904-5 gli fa acquisire notevole visibilità: grazie alla guerra, infatti, sono ora gli editori a cercare autori giapponesi che dicano la loro e Noguchi assume il ruolo di divulgatore della cultura e della società nipponica in America - bisogna ricordare che la potenza giapponese, vincendo la guerra, si rafforza e consolida notevolmente -, ruolo che gli è tutt'oggi riconosciuto e che gli ha garantito la memoria dei posteri.
Pubblica anche articoli critici su varie riviste. In uno di questi articoli, intitolato A Proposal to American Poets, consiglia ai poeti statunitensi di provare lo Hokku, un tipo di verso tradizionale giapponese così strutturato: 17 morae in lunghezza, divise in unità metriche da 5, da 7, poi di nuovo da 5, una delle quali è chiusa da una "parola di cesura" detta "Kireji", la cui eventuale funzione è però difficile da determinare nella Poesia occidentale.
Rompe con la moglie, Léonie Gilmour.

### Vicissitudini familiari
Si erano conosciuti così: nel 1901 Noguchi non era ancora sicuro di padroneggiare bene l'Inglese, non abbastanza da pubblicare da solo un romanzo, così mise un annuncio sul giornale per trovare qualcuno che lo aiutasse a correggere le bozze; a rispondere fu Léonie, la quale aveva frequentato il Bryn Mawr College e trascorso un anno alla Sorbona, ma non si era infine laureata. Fu retribuita per il servizio.
Si legarono amorosamente solo dopo il ritorno di Noguchi dall'Europa, nel 1903. Si sposarono inoltre segretamente e vissero anche separatamente: infatti mantennero residenze separate. Già nel 1904, però, il loro rapporto s'incrinò: Noguchi aveva infatti una relazione con la reporter del Washington Post Ethel Armes. Ad aggravare ulteriormente la situazione furono i piani di Noguchi per il prossimo ritorno in Giappone.

### Ritorno in Giappone
Nell'agosto del 1904, come programmato, Noguchi torna in Giappone, lasciando Léonie in America. A novembre nasce Isamu a Los Angeles. Noguchi nel 1905 diventa professore d'Inglese alla Keio Guijku, la sua vecchia università, e progetta di risposarsi, stavolta legalmente, sennonché la tardiva notizia della nascita di Isamu lo spinge a ricongiungersi con la sua famiglia americana, che lo raggiunge a Tokyo nel 1907. Tuttavia, questo ricongiungimento dura poco: nel 1909, infatti, Noguchi e Léonie si separano. Léonie e il figlio Isamu continuano comunque a vivere in Giappone: Léonie diventa insegnante per mantenersi.
Noguchi per gli anni del ricongiungimento si avvale della collaborazione di Léonie per la revisione delle bozze: continua infatti a scrivere e pubblicare in Inglese, dal momento che è ormai diventato l'interprete ufficiale della cultura giapponese per quella occidentale e viceversa. All'università, inoltre, gli chiedono di tenere delle conferenze sulla cultura occidentale.
Riscuote notevole successo nel 1909 con la raccolta di poesie The Pilgrimage. Si afferma anche come saggista, nel 1913, grazie alla raccolta Through the Torii.

### Ritorno in Inghilterra
Proprio nel 1913 torna in Inghilterra per tenere delle conferenze presso il Madgalen College di Oxford. Ad invitarlo è Robert Bridges, che, sempre nel 1913, è stato laureato poeta nazionale inglese per succedere al defunto Alfred Austin, che a sua volta era stato laureato al posto di William Morris, il quale aveva rifiutato tale prestigioso riconoscimento.
Quella che è oggi la prestigiosa rivista Poetry, ma che all'epoca era stata fondata da appena un anno, lo saluta come un pioniere del Modernismo per la sua scelta del verso libero e per l'amicizia con i suoi principali esponenti (Yeats, Pound, Fletcher, Aldington...).

### Tour negli Stati Uniti
Nel 1919 intraprende una serie di conferenze in giro per l'America. Ritornato in Giappone, però, la critica statunitense lo bersaglia.

### Addio all'Occidente
Decide, visto lo sfavore della critica, di smettere di studiare la Letteratura occidentale e di dedicarsi piuttosto allo studio dell'Ukiyo-e, che è un tipo di rappresentazione xilografica tipica del Giappone. Solo ora comincia a comporre versi nella propria lingua, affermandosi come poeta. Queste sue tardive pubblicazioni in Giapponese, però, vengono difficilmente introdotte in America, a causa della critica avversa, sebbene abbia l'appoggio dell'affermata poetessa e scrittrice Marianne Moore, anche lei esponente del Modernismo.
Scrive su giornali di sinistra come Kaizo approfittando del ritorno della democrazia, ma si adegua poi alla svolta nazionalista degli anni Trenta e, anzi, nel 1935 va in missione diplomatica in India per conto dell'imperatore. In precedenza era stato amico del grande autore indiano Rabindranath Tagore, tuttavia il loro carteggio dell'epoca (specie le lettere scritte nel 1938) mostra un forte risentimento di quest'ultimo verso il crescente invasivismo dell'Imperialismo giapponese. Era inoltre amico del poeta Sarojini Naidu e di Rash Behari Bose, ma da nessuno ricevette supporto.
Durante la guerra si schiera a favore dei nazionalisti: arriva addirittura ad incitare all'invasione del territorio americano. Finita la guerra, riesce a ricongiungersi con il figlio Isamu, che nel frattempo si è affermato come scultore, iniziando dai busti, proprio in America. Muore per un cancro allo stomaco nel 1947.

## Eredità
Celebrato come uno dei pionieri del Modernismo, altri critici hanno invece posto l'accento sull'enigmaticità della sua opera, alcuni facendo riferimento al suo carattere difficile da conoscere - è il caso di Symons nell'articolo A Japanese Poet comparso sul Saturday Review del 7 marzo 1903 - , altri facendo riferimento alla mancanza di organicità delle sue poesie - come Arthur Ransome in The Poetry of Yone Noguchi, comparso su Fortnightly Review nel settembre del 1910.
Pound, dopo aver letto The Pilgrimage, nel 1911 dichiarò in una sua lettera (riportata in Ezra Pound and Dorothy Shakespear, Their Letters, 1909-1914 a cura di Omar Pound e A. Walton Litz) che le poesie erano senz'altro belle, ma che non sapeva cos'altro dire al riguardo.
Junzaburō Nishiwaki ha invece scritto che i suoi primi versi sono addirittura riusciti a spaventarlo e tramortirlo, portandolo al di fuori della ragione e del sistema (A Note on the Poems of Mr. Noguchi su Mita Bungaku - rivista, tra l'altro, fondata alla Keio nel 1910).

## Fama
Nel 2010 è stato ricavato dal regista Hisako Matsui un film, Leonie, dalla travagliata vicenda matrimoniale di Noguchi e Léonie. Ad interpretare Léonie è Emily Mortimer; Noguchi è invece interpretato da Nakamura Shidō, attore proveniente dal teatro kabuki.

## Opere principali
- The American Diary of a Japanese Girl - prosa
- The Pilgrimage - poesia